# Krywałd (powiat tarnogórski)
Krywałd – osada leśna w Polsce położona w województwie śląskim, w powiecie tarnogórskim, w gminie Tworóg.
W latach 1975–1998 miejscowość administracyjnie należała do województwa katowickiego.